# ...For Victory
...For Victory è il quinto album in studio del gruppo musicale death metal britannico Bolt Thrower, pubblicato nel 1994 dalla Earache Records.

## Tracce
1. War – 1:16
2. Remembrance – 3:42
3. When Glory Beckons – 3:59
4. …For Victory – 4:50
5. Graven Image – 3:59
6. Lest We Forget – 4:37
7. Silent Demise – 3:54
8. Forever Fallen – 3:47
9. Tank (Mk.I) – 4:15
10. Armageddon Bound – 5:13

## Formazione
- Karl Willetts - voce
- Gavin Ward - chitarre
- Barry Thompson - chitarre
- Andrew Whale - batteria
- Jo Bench - basso